# Jesus Sérgio
Jesus Sérgio de Menezes (Tarauacá),  é um professor  e político brasileiro, filiado ao PDT.
Nas eleições de 2018, foi eleito deputado federal pelo Acre. Já em 2022, tentou renovar o mandato na Câmara e não foi reeleito.